# 溝口露頭

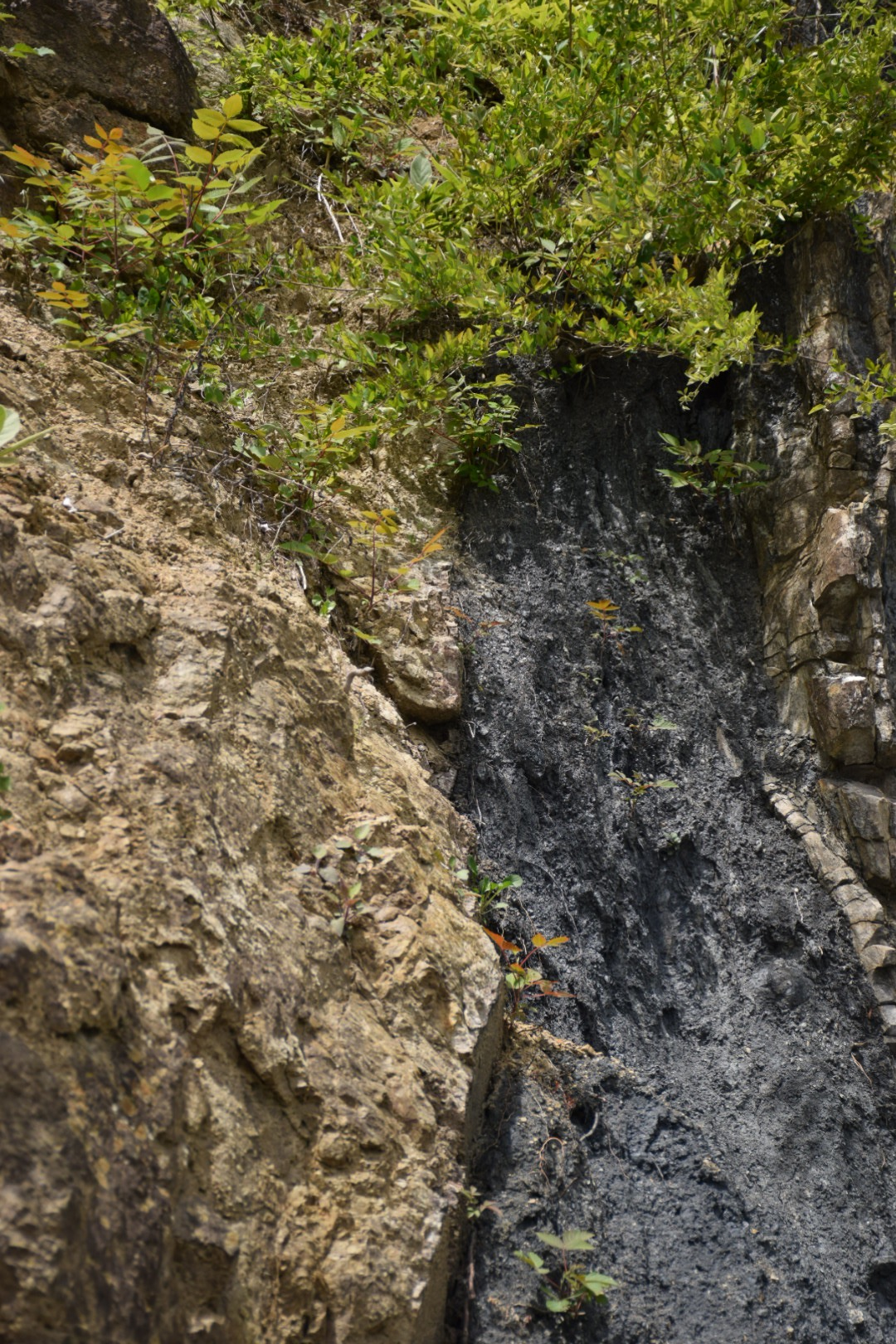
溝口露頭

溝口露頭（みぞくちろとう、みぞぐちろとう）は、長野県伊那市長谷溝口、美和湖畔にある中央構造線の露頭。南アルプス（中央構造線エリア）ジオパーク内。

## 特徴

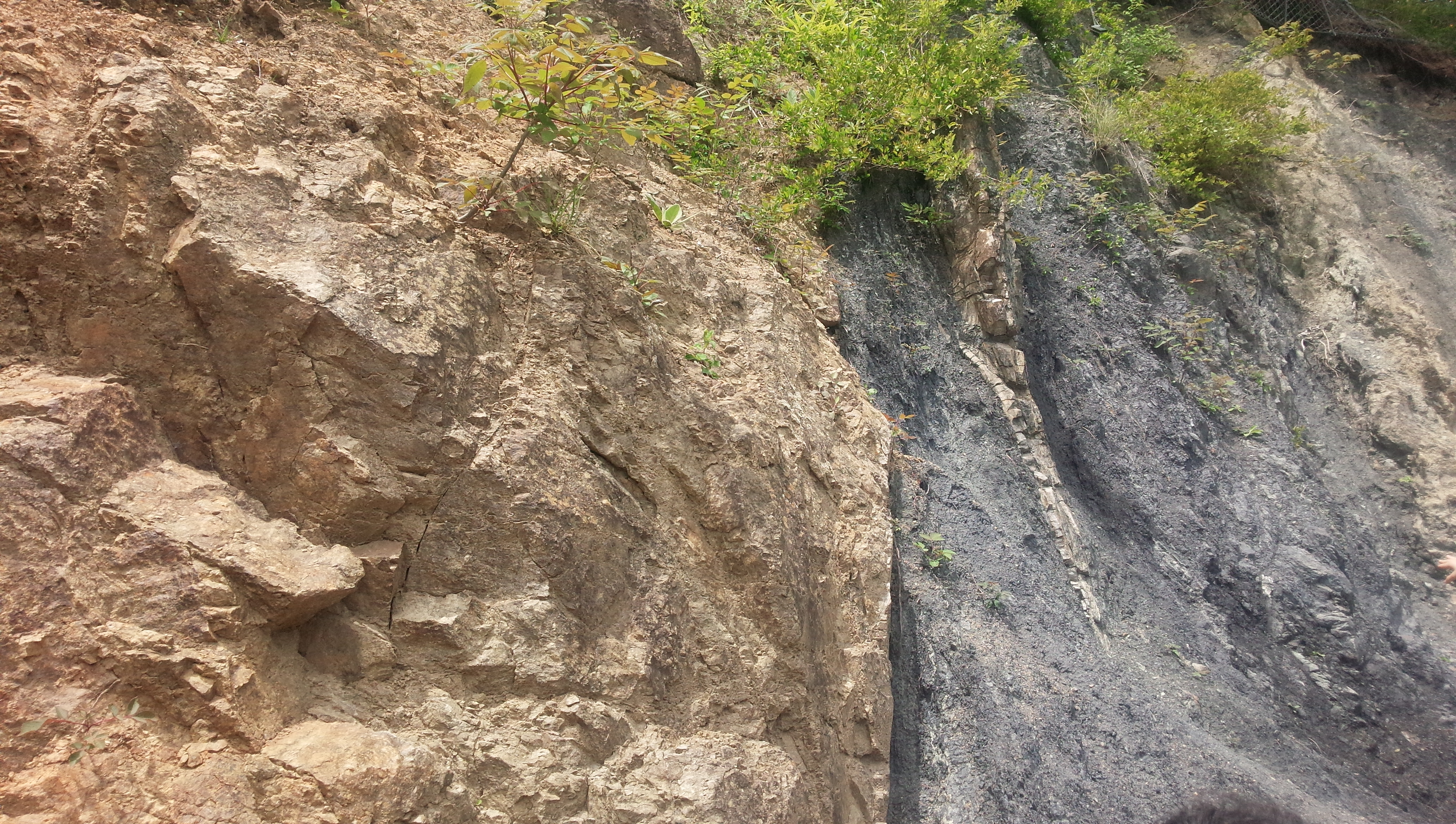
溝口露頭近景

南アルプス（中央構造線エリア）ジオパーク内にある中央構造線の露頭は、西側に低圧高温型変成作用を受けた領家帯、東側にジュラ紀の付加体が高圧低温変成作用を受けた三波川帯が接触している。溝口露頭でも大まかな構造は同じであるが、境界部分に珪長質の岩脈が貫入していることが特徴。この貫入年代は1230-1560万年前と分析されている。

## 位置
長野県伊那市長谷溝口、美和湖東岸の国道152号から少し入ったところ。露頭周辺は中央構造線公園として整備されており、露頭の観察に適した歩道が設置されている。